# Vincent Jackson
Vincent Jackson ist ein irischer Politiker. Seit 1991 ist er als Unabhängiger Mitglied des Stadtrats von Dublin (Dublin City Council). In dieser Zeit übte er von 2006 bis 2007 das Amt des Oberbürgermeisters von Dublin (Lord Mayor of Dublin) aus. Jackson hatte bereits 2005 für dieses Amt kandidiert, war jedoch mit 25 zu 26 Stimmen der Fine Gael Politikerin Catherine Byrne unterlegen.
Jackson ist verheiratet und hat ein Kind.